# Antoine Kombouaré
Antoine Kombouaré   (Nouméa, 16 de novembre de 1963) és un entrenador de futbol i exfutbolista francès. Ha entrenat diversos equips de la Ligue 1.

## Trajectòria com a jugador
Com a futbolista, Kombouaré jugava com a defensa. Va debutar amb l'FC Nantes el 1982 i va ser traspassat al París Saint-Germain vuit anys després. Al club francès va ser especialment conegut per marcar gols de cap en moments decisius, com en la Copa de la UEFA contra el Reial Madrid o en la Lliga de Campions enfront del FC Barcelona. Aquesta circumstància li va valer el sobrenom de "Casque d'Or" (casc d'or). Amb l'equip de la capital va guanyar una Lliga francesa, dues Copes de França i una Copa de la Lliga. Va passar els seus últims anys de carrera a l'estranger, concretament una temporada a l'FC Sion i dos a l'Aberdeen. Va penjar definitivament les botes a l'RC Paris.

## Trajectòria com a entrenador
Inicis
Com a tècnic, es va iniciar en les categories inferiors del París Saint-Germain abans de començar a entrenar en el futbol professional. Encara que es va rumorejar que podia passar a entrenar el primer equip parisenc, l'arribada de Vahid Halilhodžić li va tancar el pas.
RC Strasbourg
Així, Kombouaré va començar la seva carrera com a entrenador portant les regnes del RC Estrasburg durant poc més d'una temporada (2003-2004). En la primera d'elles, va aconseguir un destacable 13è lloc; però en la segona va ser víctima dels mals resultats, i es va veure perjudicat pel traspàs de Danijel Ljuboja. Va ser destituït l'octubre de 2004, menys d'un any després de la seva arribada al club, en no aconseguir cap victòria en les 8 primeres jornades.
Valenciennes FC
Després va entrenar al Valenciennes Football Club durant quatre campanyes, el va ascendir a la Ligue 1 més de 13 anys després (a més de guanyar el premi de millor entrenador de la Ligue 2) i el va mantenir tres temporades en la màxima categoria, demostrant les seves capacitats amb un pressupost limitat.
París Saint-Germain
Llavors es va traslladar a la banqueta del Parc dels Prínceps, després de la marxa del seu excompany Paul Le Guen el 2009, signant un contracte per tres temporades. En la seva primera campanya el París Saint-Germain no va brillar en la Lliga, però va guanyar una Copa de França; i en la següent va portar l'equip francès al quart lloc a la Ligue 1 2010-11 i va tornar a aconseguir la final de la Copa, però aquesta vegada va perdre davant el Lille. L'estiu d'aquell any, van augmentar les expectatives sobre l'equip, ja que va realitzar una gran inversió en fitxatges de la mà dels seus nous propietaris de Qatar. Kombouaré va ser substituït per Carlo Ancelotti en acabar el 2011, en una decisió controvertida per part del club, en la qual van pesar més les eliminacions en la Copa de la Lliga i en l'Europa League que la bona marxa a la Ligue 1 (el PSG era líder al final de la primera volta). L'equip no va millorar amb el canvi de tècnic: sumaria 39 punts en la segona volta pels 40 de la primera i conclouria la temporada com a subcampió de la Lliga francesa.
Al-Hilal
Posteriorment, va tenir una breu experiència al capdavant de l'Al-Hilal FC de l'Aràbia Saudita.
RC Lens
La temporada 2013-14, es va fer càrrec del RC Lens i va aconseguir l'ascens a la Ligue 1 com a subcampió de la categoria de plata, després d'haver estat 33 de les 38 jornades del campionat en llocs d'ascens. Una vegada en la màxima categoria, el Lens acabaria la primera volta de la Ligue 1 2014-15 en 16è lloc, empatat a 19 punts amb el 17è i amb el 18è (primer equip en llocs de descens). No obstant això, l'equip va defallir totalment en la segona part del torneig, sumant només 7 punts en 15 partits, la qual cosa el va enfonsar en la classificació, condemnant-lo a tornar a la Ligue 2. La temporada 2015-16, el Lens va acabar com 6è classificat en la categoria de plata, per la qual cosa no va poder tornar a l'elit.
EA Guingamp
El 30 de maig de 2016, es va convertir en el nou tècnic de l'EA Guingamp de la Ligue 1. Va tenir un bon inici al capdavant de l'equip bretó, ja que es va situar com a líder de la Ligue 1 2016-17 en la 3a jornada i va concloure la primera volta del torneig com a 5è classificat. La segona part del campionat no va ser tan positiva i finalment el Guingamp va acabar en la 10a posició. En la seva segona temporada, l'equip va aconseguir uns resultats lleugerament pitjors, ja que gairebé sempre va ocupar posicions temperades en la classificació al llarg de la Ligue 1 2017-18, però així i tot va obtenir una còmoda permanència en l'elit. El 21 d'agost de 2018, va renovar el seu contracte amb el club per un any més. No obstant això, el Guingamp va completar un nefast inici de temporada, situant-se com a cuer de la Ligue 1 després de sumar 7 punts en les 12 primeres jornades, situació que va provocar l'acomiadament de Kombouaré el 6 de novembre de 2018.
Dijon FCO
El 10 de gener de 2019, va ser presentat com a nou entrenador del Dijon FCO. Tot i mantenir l'equip a la categoria, el 10 de juny del 2019 anuncià la seva renúncia al club.

## Clubs i estadístiques

### Com a jugador
| Equip     | Temporada     | Div.     | Clas.  |    | Gols | Copa de França | Gols | Copa de la lliga | Gols | Competicions europees            | Gols |
| FC Nantes | 1984-85       | D1       | 2n.    | 18 | 0    | 1/4 f.         | -    | -                | -    | -                                | -    |
| FC Nantes | 1985-86       | D1       | 2n.    | 23 | 0    | 1/32 f.        | -    | C3.1/4 f.        | 0    | -                                | -    |
| FC Nantes | 1986-87       | D1       | 12n.   | 35 | 2    | 1/32 f.        | -    | C3.1/32 f.       | 0    | -                                | -    |
| FC Nantes | 1987-88       | D1       | 10º    | 31 | 1    | 1/16 f.        | -    | -                | -    | -                                | -    |
| FC Nantes | 1988-89       | D1       | 7º     | 35 | 1    | 1/8 f.         | -    | -                | -    | -                                | -    |
| FC Nantes | 1989-90       | D1       | 7º     | 35 | 0    | 1/8 f.         | -    | -                | -    | -                                | -    |
| Toulon    | 1990-91       | D1       | 9º     | 17 | 0    | -              | -    | -                | -    | -                                | -    |
| París SG  | 1990-91       | D1       | 9º     | 20 | 0    | 1/8 f.         | 0    | -                | -    | -                                | -    |
| París SG  | 1991-92       | D1       | 3r.    | 32 | 2    | 1/16 f.        | 0    | -                | -    | -                                | -    |
| París SG  | 1992-93       | D1       | 2n.    | 19 | 0    | Campió         | 0    | -                | -    | Copa UEFA 1/2 f.                 | 2    |
| París SG  | 1993-94       | D1       | Campió | 9  | 0    | 1/4 f          | 0    | -                | -    | Copa de Campions d'Europa 1/2 f. | 0    |
| París SG  | 1994-95       | D1       | 3r.    | 26 | 1    | Campió         | 0    | Campió           | 0    | Copa de Campions d'Europa 1/2 f. | 0    |
| FC Sion   | Suïssa 95-96  |          |        | 25 | 7    | 0              | -    | -                | -    | -                                | -    |
| FC Sion   | Suïssa 96-97  |          |        | 4  | 1    | 0              | -    | -                | -    | -                                | -    |
| Aberdeen  | Escòcia 96-97 |          |        | 30 | 3    | 0              | -    | -                | -    | -                                | -    |
| Aberdeen  | Escòcia 97-98 |          |        | -  | -    | -              | -    | -                | -    | -                                | -    |
| RC Paris  | 98-99         | Nacional |        | 24 | 4    | 0              | -    | -                | -    | -                                | -    |